# Edition Mosaik
Die edition mosaik ist ein Verlag für zeitgenössische Literatur mit Sitz in Salzburg (Österreich).

## Programm
Die edition mosaik veröffentlicht vorrangig Einzelpublikationen junger Autorinnen und Autoren aus dem Bereich Lyrik und Prosa. Seit der Gründung 2016 erschienen so u. a. Bücher von Alexander Estis, Alke Stachler, Niklas L. Niskate, Zoltán Lesi, Franziska Füchsl und Lisa-Viktoria Niederberger. Auffällig ist die einheitliche Gestaltung der Bücher mit schwarzer, offener Fadenheftung und Umschlägen aus braunem Karton.
Darüber hinaus werden Anthologien, Fachpublikationen sowie die Literaturzeitschrift Mosaik – Zeitschrift für Literatur und Kultur verlegt. Als Herausgeber treten u. a. auf: Marko Dinić, Josef Kirchner und Sarah Oswald.
Der Verlag hat seinen Sitz in Salzburg und wird von einem gemeinnützigen Verein organisiert.